# Louis Asher
Louis Asher   (Hamburg, 28 de juny de 1804 - Hamburg, 7 de març de 1878), originalment Julius Ludwig Asher, (1804–1878) va ser un artista alemany.

## Biografia
Asher va néixer a Hamburg el 26 de juny de 1804. Va estudiar allà amb Gerdt Hardorf i Leo Lehmann, i el 1821 va anar a Dresden, i d’allà a Düsseldorf, on va entrar a l’estudi de Cornelius. Allà va conèixer Kaulbach, amb qui va mantenir una amistat al llarg de la seva vida. El 1825 va acompanyar Cornelius a Múnic, on va ser emprat per ell en els frescos de la Gliptòteca. Està associat a l'escola de pintura de Düsseldorf.
El 1827 va tornar a Hamburg, i després, el 1832, via Berlín, va anar a Itàlia, on va romandre tres anys. Al seu retorn a Alemanya, amb l'excepció d'una segona visita a Itàlia el 1839 en companyia de Kaulbach, va viure a Múnic i a Hamburg, on va morir el 7 de març de 1878.

## Obres
Les obres d'Asher, que consisteixen en quadres històrics, pintures de gènere i retrats, inclouen:
- Família Camperola (1835).
- Resurrecció de Crist (1851).
- El rei Lear amb el cadàver de Cordelia (1854).
- Santa Cecília.
- Maria I'Ortolana.
- Retrat de Mlle. Jenny Lind.

## Galeria

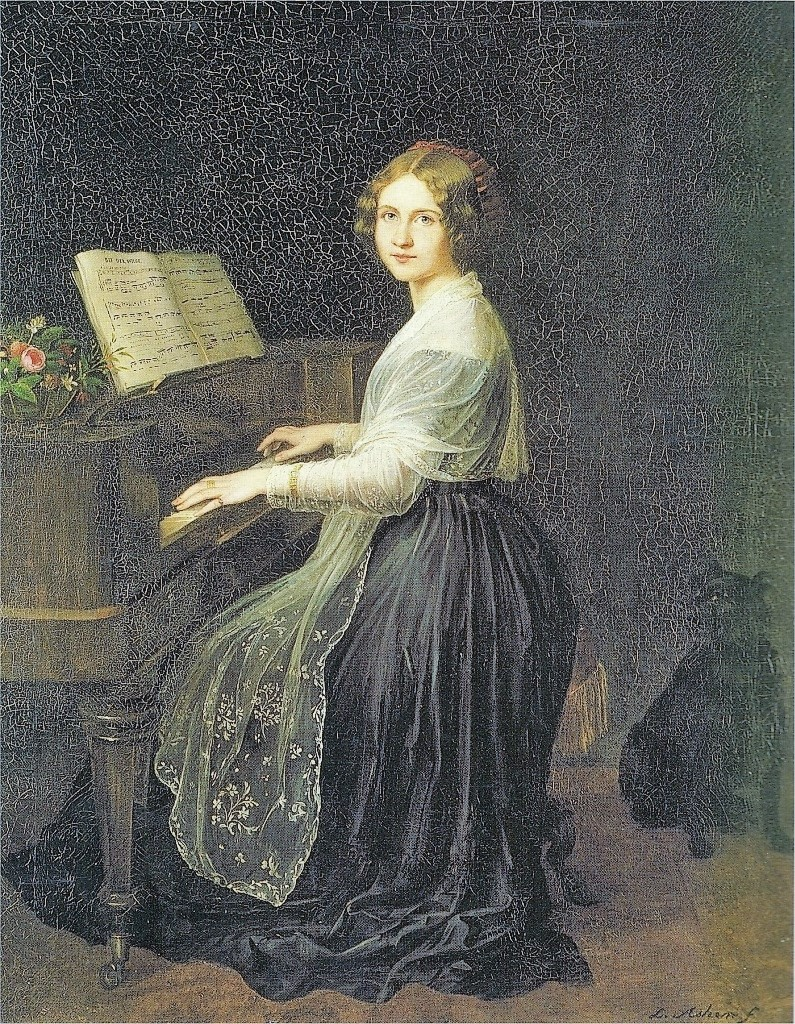
Retrat de Jenny Lind, 1845.
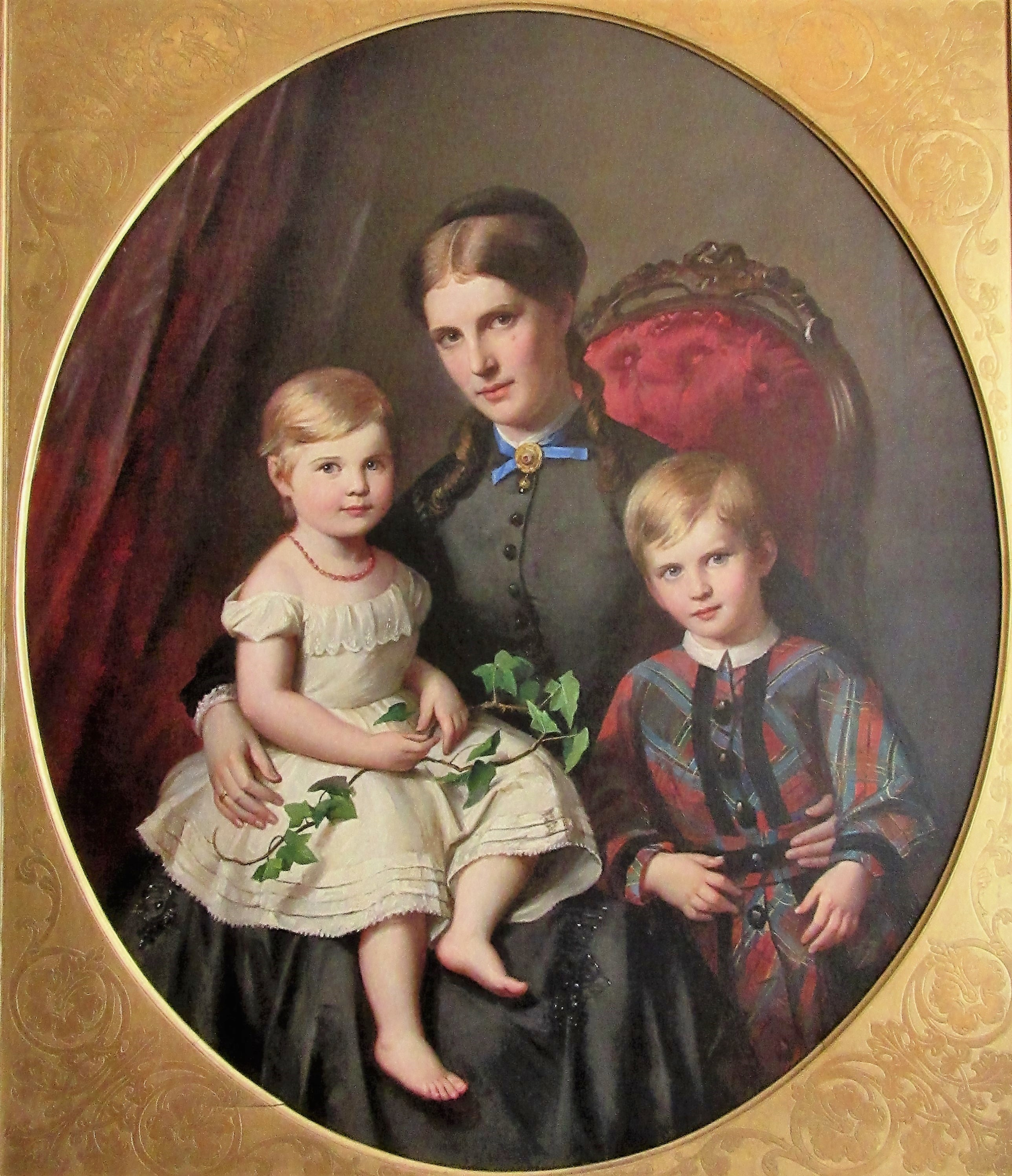
Mrs. Fehling amb els seus fills (vers 1867) de Louis Asher
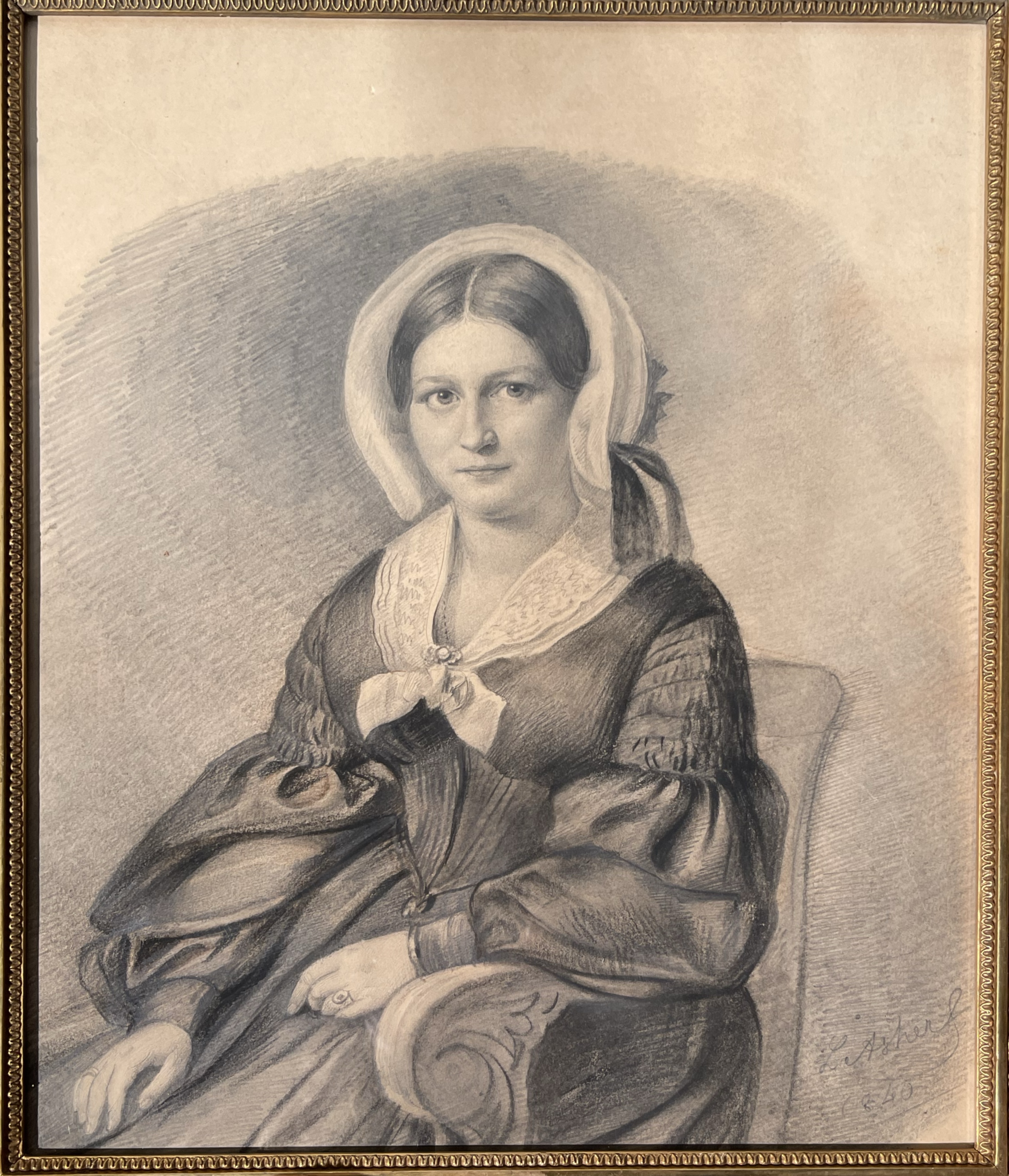
Retrat a llapis i carbó de Mathilda Arnemann Stammann 1840
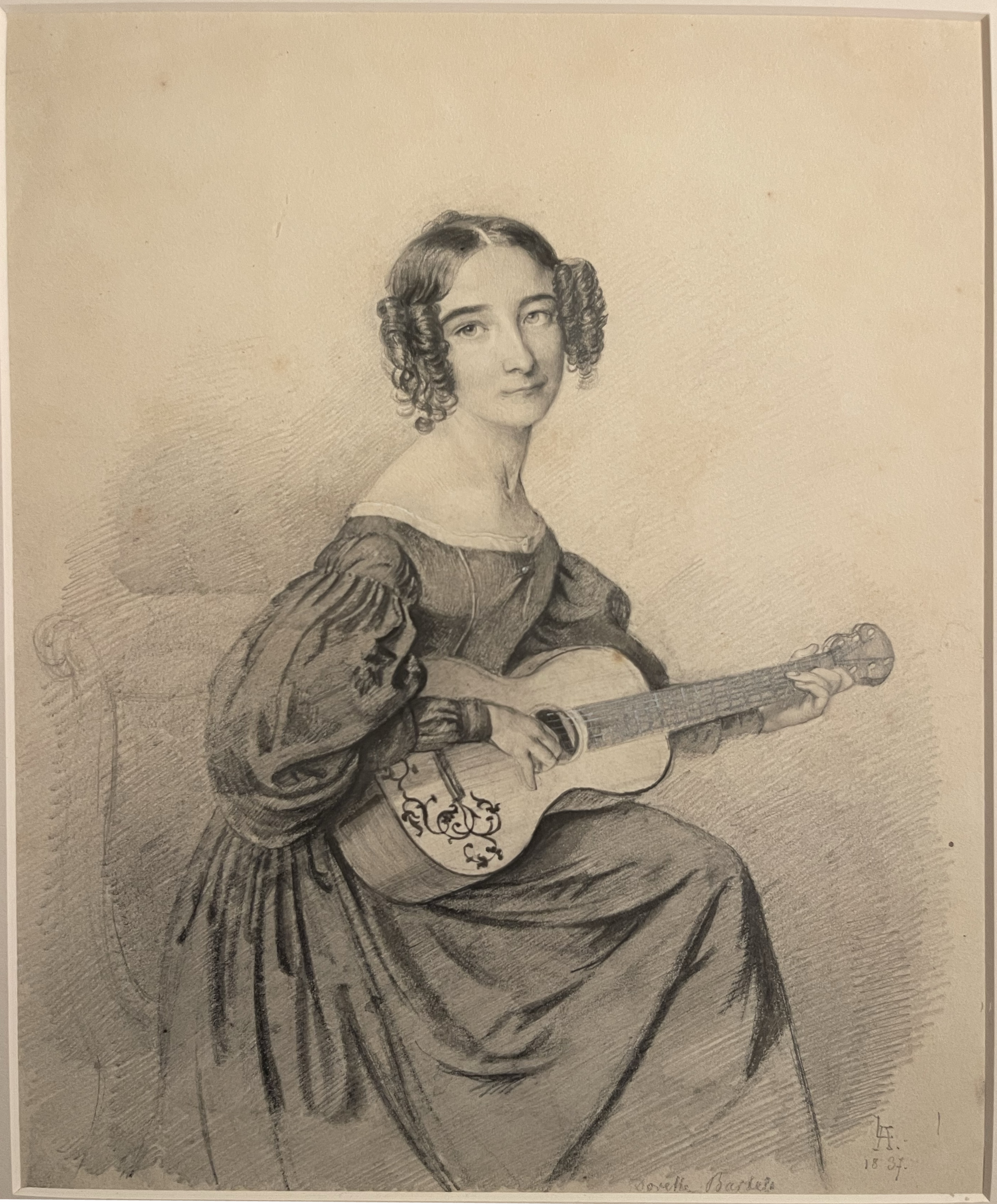
Louis_Ascher_retrat_de_Dorthe_Bartels_en_carbó_i_llapis